# The Green Manalishi
«The Green Manalishi (With the Two Prong Crown)» o también conocido como «The Green Manalishi» es una canción de la banda británica de rock Fleetwood Mac, escrita por el guitarrista Peter Green. En 1970 se lanzó como sencillo a través del sello Reprise Records y recién en 1971 se incluyó en un disco, el recopilatorio Fleetwood Mac - Greatest Hits. A los pocos días de su lanzamiento llegó hasta el décimo lugar en los UK Singles Chart.
Green la escribió a las pocas semanas de su salida de la banda, por ende se considera como un testimonio a los serios problemas que le producía el LSD. Aun así según las propias palabras del compositor, sus letras tratan sobre el dinero representado como un demonio.
Con el pasar de los años ha sido versionada por diversas bandas y de distintos géneros como Corrosion of Conformity, Arthur Brown, The Melvins y The Need, entre otros. Sin embargo la más conocida es la versión que realizó la banda de heavy metal Judas Priest.

## Versión de Judas Priest
En 1979 Judas Priest grabó una versión de este tema para el disco Hell Bent for Leather que, después de los problemas que provocó el título original de dicha producción en los Estados Unidos, finalmente solo fue publicada en la edición para Norteamérica del disco. Para algunos críticos esta versión quedó tan bien, que erróneamente es más identificada con ellos que con Fleetwood Mac.
Por otro lado, la primera publicación a nivel mundial ocurrió meses más tarde cuando se incluyó en el listado del álbum en vivo Unleashed in the East. Desde entonces es tocada en casi todas las giras de la banda y se ha incluido en algunos de sus recopilatorios y álbumes en vídeo. Cabe señalar que en 2001 la banda regrabó su versión con la voz de Tim Owens y que se lanzó solo para el mercado australiano como pista adicional del disco Demolition.
Al igual que la original, esta versión también ha sido versionada por otros grupos como Therion para la producción A Tribute to the Priest y por The Electric Hellfire Club para el disco  An Industrial Rock Tribute to Judas Priest.